# 흔한 컴퍼니
흔한 컴퍼니는 흔한남매가 샌드박스 네트워크를 탈퇴하고 설립한 기업이다.

## 설립
흔한남매팀(한으뜸, 장다운)이 샌드박스를 나오고 세운 회사이다. 처음에는 빌라에서 시작했지만 직원들의 권유로 5층짜리 건물로 이사했다. 설립했을땐 직원이 5명이였지만 지금은 8명이 되었다.

## 소속 인물
흔한컴퍼니 소속인물은 2명이고
직원은 8명이다.
| 이름                   | 활동 영역       | 컨텐츠                                             | 구독자    |
| ---------------------- | --------------- | -------------------------------------------------- | --------- |
| 흔한남매               | 유튜브, TV 방송 | 게임, 몰카, 일상, 시트콤, QNA, 오해요, 워너비맨 등 | 255만명   |
| 흔한일상               | 유튜브          | 브이로그, 흔한컴퍼니 일상 등                       | 33.6만 명 |
| 흔한스꿀               | 유튜브          | 영어, 국어, 수학, 안전, 상식, 한자 교육            | 6.03만 명 |
| Battle Food [배틀푸드] | 유튜브          | 먹방, 챌린지 등                                    | 1.01만명  |
| 씁아저씨               | 유튜브          | 게임, 시트콤, 먹방 등                              | 4.58만 명 |

## 같이 보기
- 흔한일상
- 흔한남매
- 한으뜸
- 장다운
- 웃찾사